# 巴爾胎生蟾蜍屬
巴爾胎生蟾蜍屬（学名：Altiphrynoides），又名埃及蟾蜍屬，是蟾蜍的一屬。牠們分佈在埃塞俄比亞中南部的山區。

## 物種
以下是巴爾胎生蟾蜍屬的物種：
- 巴爾胎生蟾蜍 Altiphrynoides malcolmi (Grandison, 1978)
- Altiphrynoides osgoodi (Loveridge, 1932)

## 外部連結
- .   [2008-04-10].[永久]
- ITIS report （页面存档备份，存于）
- amphibiaweb.org （页面存档备份，存于）